# Гребляки
Гребляки (Corixidae) — родина клопів. Це водяні комахи, які живуть у прісних водоймах. Відомо понад 600 видів.

## Географічне поширення
Гребляки поширені на всіх континентах, крім Антарктиди. Вони населяють широкий спектр прісних водойм, а деякі також зустрічаються в солонуватих водах.

## Зовнішній вигляд
Тіло цих клопів коливається від 2,5 до 15 мм завдовжки, сплощене в спинно-черевній частині, еліпсоподібне за контуром і має широку рухливу голову. На голові є три-чотиричленникові вусики, дуже великі очі з трикутним контуром, а у Diaprepocorinae ще й додаткові прості вічка. Хоботок відрізняється від решти клопів: несегментований, нерухомо прикріплений до голови, звужений до вершини, забезпечені мандибулами та асиметричними щелепами, захованими всередині. Передні ноги, модифіковані для добування їжі на дні: короткі, закінчуються одним члеником, іноді злитим з гомілкою, зазвичай перетвореною в ложкоподібну кінцівку, вкриту довгою щетиною. Середні ноги тонкі і закінчуються довгими кігтями для кріплення. Задня пара ніг плавальна, гребна, з двороздільною, сплощеною стопою з плавальними волосками. Гемілітра без пухирців. У дорослих є пахучі залози на задньогрудях, у личинок між тергітами черевця.
Самці деяких видів видають звуки, схожі на цвірінькання, гучністю 99,2 дБ (99 % потужності звуку гаситься водою). Тому їх іноді називають водяними цикадами. Вони роблять це за допомогою ряду шпильок на передній частині стегна та верхньощелепної частки. Більшість гребляків харчуються рослинами, рослинним соком і водоростями, деякі види є хижими. Під водою дихають повітрям, що накопичується під крильцями.